# Albatros bělohřbetý
Albatros bělohřbetý (Phoebastria albatrus) je statný druh vzácného trubkonosého ptáka, který se vyskytuje v severním Pacifiku. Ještě koncem 19. století hnízdil nejméně ve 14 koloniích na ostrůvcích v Tichém oceánu, avšak v důsledku nájezdu japonských lovců, kteří zpracovávali albatrosí peří, se druh na přelomu 40. a 50. let 20. století ocitl na pokraji vyhnutí. Od té doby se jeho populace zotavuje a v roce 2020 byl celkový počet zástupců druhu odhadnut na 7 365 jedinců

## Systematika
První exemplář druhu pořídil německý přírodovědec Georg Wilhelm Steller v Beringově moři nedaleko Kamčatky ve 40. letech 18. století. Na základě tohoto exempláře pak jiný německý přírodovědec, Peter Simon Pallas, druh formálně popsal jako Diomedea albatrus. Po genetické studii z roku 1996 byl druh přeřazen do rodu Phoebastria, který sdružuje albatrosy ze severní části Tichého oceánu.

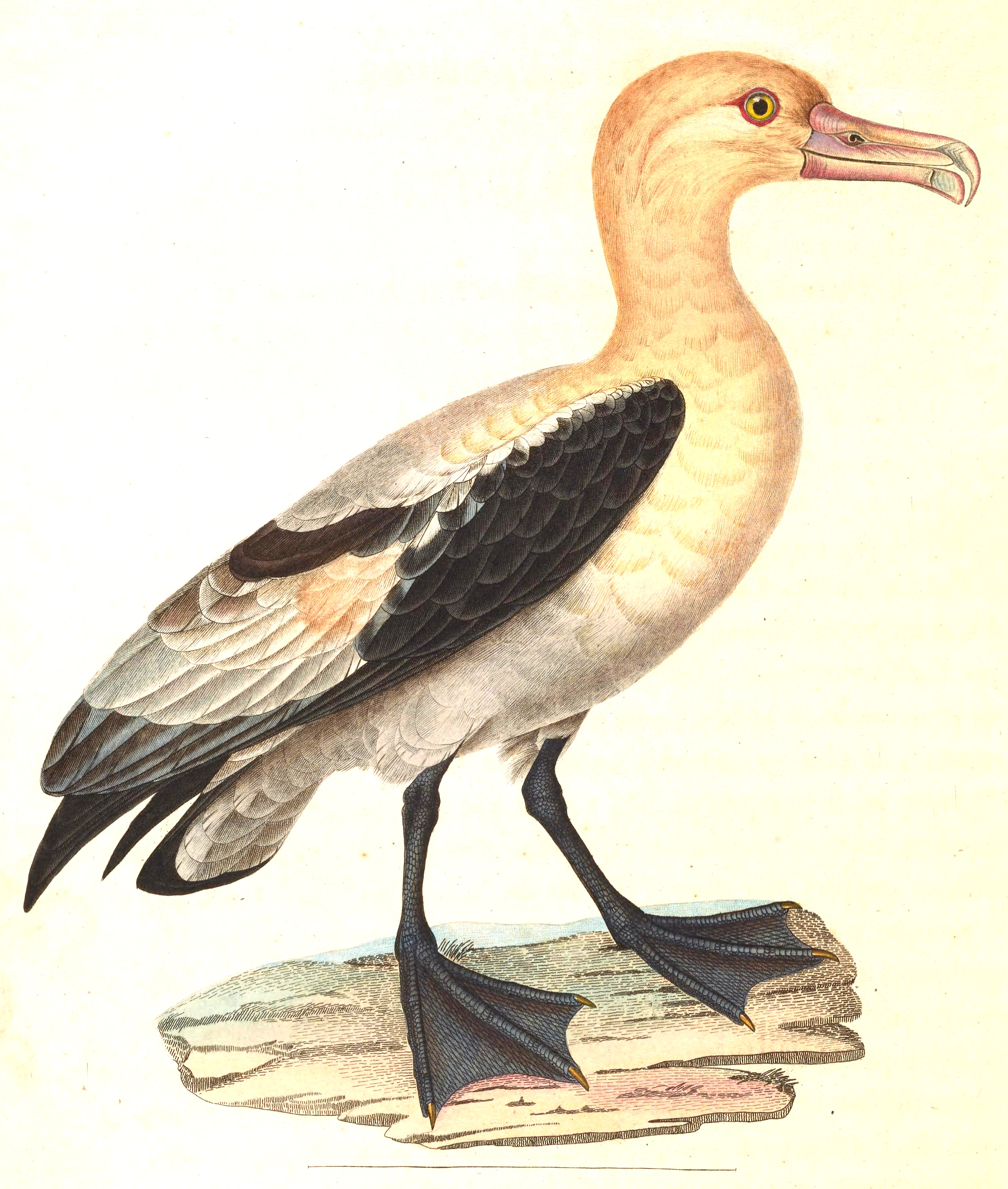
Ilustrace druhu z roku 1838

V rámci populace existují dvě hlavní linie. Ta první hnízdí výhradně na ostrově Torišima, ta druhá hnízdí na souostroví Senkaku s menší částí populace zahnizďující i na Torišimě. Tyto populace se liší v morfologii (albatrosi z Torišimy jsou větší a mají menší zobák než albatrosi ze Senkaku), genech (genetický rozdíl mezi oběma populacemi je hlubší než mezi některými druhy albatrosů) i v ekologii (převážná většina albatrosů obou ostrovů se vzájemně nepáří). Podle řady studií se tedy jedná o kryptické druhy (tzn. taxony, které vypadají extrémně podobně, avšak jedná se o samostatný druh). Klíčové taxonomické autority však albatrosa bělohřbetého stále uvádí jako monotypický taxon.

## Výskyt

### Novodobý
Albatros bělohřbetý se vyskytuje na většině plochy severního Tichého oceánu od jižního Mexika po Beringovo moře. K nejsevernějším místům výskytu druhu patří Čukotské moře. Nejčastěji se vyskytuje v šelfových vodách u břehů Japonska, východního Ruska, Aleutských ostrovů a Aljašky. Drtivá většina populace hnízdí pouze na několika malých pacifických ostrovech, a sice na ostrůvcích Torišima (západní Pacifik), Minami Kodžima a Kita Kodžima (souostroví Senkaku, Východočínské moře).
Během hnízdního období v letech 2013–2014 byla celková populace druhu odhadnuta na 4200 jedinců. Zdaleka největší populace se nacházela na Torišimě, kde byl počet albatrosů odhadnut na 3540 jedinců. Na ostrovech Minami Kodžima a Kita Kodžima populace dosahovala 650 ptáků a 10 albatrosů bylo spatřeno také na Boninských ostrovech. V roce 2020 byla celková populace druh odhadnuta na 7 365 jedinců. Několik párů hnízdí na havajských ostrůvcích Midway a Kure.

### Historický

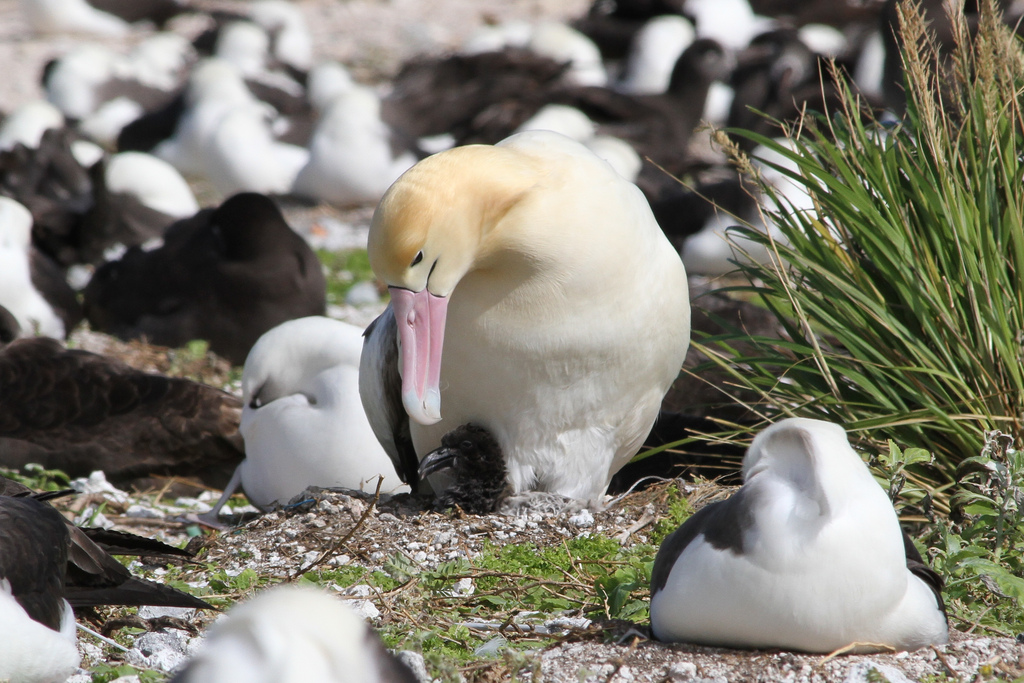
Samec hnízdící na atolu Midway

Albatrosovití ptáci se v moderních dobách nevyskytují v severním Atlantiku. Z fosilních záznamů je však známo nejméně pět druhů, které tam v minulosti hnízdili. K těm patří i albatros bělohřbetý, jehož pozůstatky byly nalezeny na Bermudách, kde druh koloniálně hnízdil. K zániku bermudských kolonií došlo v pleistocénu, patrně v důsledku růstu hladiny moří ve středním pleistocénu (MIS 11).
Ještě koncem 19. století albatrosi bělohřbetí hnízdili nejméně ve 14 koloniích. Od přelomu 19. a 20. století však začaly být kolonie albatrosů pleněny komerčními lovci z Japonska. Primárním cílem lovců bylo peří albatrosů. Z toho byly vyplňovány duchny a polštáře. Ocasní a křídelní pera (rýdovací pera a křídelní letky) byla využívána pro výrobu psacích brk. Těla byla zpracovávána k výrobě oleje a hnojiv. Vejce byla sbírána pro konzumaci. I když původní velikost populace albatrosů před nájezdy lovců není známa, indicii o velikosti původní populace přináší odhady z ostrova Torišima, na kterém bylo jen mezi lety 1885–1903 zabito kolem 5 milionu albatrosů bělohřbetých. Na tomto ostrově se přitom pokračovalo s lovem albatrosů až do 30. let 20. století. K roku 1949 nebyl na žádné ze známých kolonií přítomen jediný albatros a druh byl považován za vyhynulý. V roce 1950 a 1951 však bylo objeveno několik hnízdních párů na ostrově Torišima a od té doby populace albatrosů bělohřbetých stabilně stoupá.

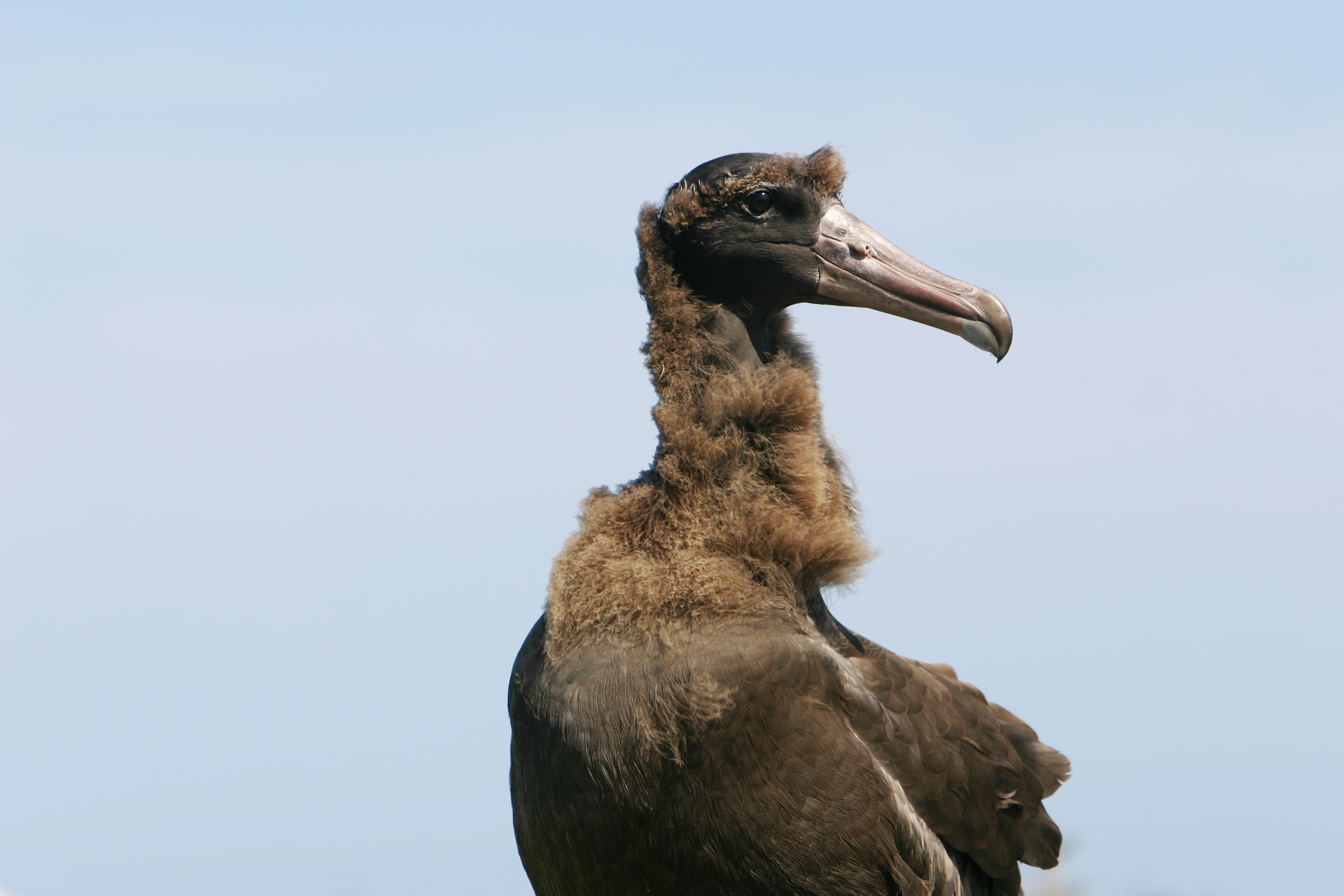
Nedospělý albatros bělohřbetý (Mukodžima)

Podle genetických výzkumů masakry albatrosů přežilo pouze 50–60 jedinců, kteří dali základ nynější populaci. Tento extrémní efekt hrdla lahve (tzv. bottleneck) vedl ke ztrátě genetické diverzity v populaci, avšak zdaleka ne tak velké, jak se zpočátku předpokládalo. Podle studie haplotypů kontrolní oblasti mitochondriální DNA z roku 2010 je genetická diverzita v současné populaci albatrosů bělohřbetých podstatně vyšší, než u většiny jiných ptačích druhů, nicméně menší, než u jiných druhů albatrosů. To si lze podle autorů vysvětli tím, že bottleneck trval jen velmi krátkou dobu a původní genetická diverzita populace byla extrémně vysoká.

## Popis

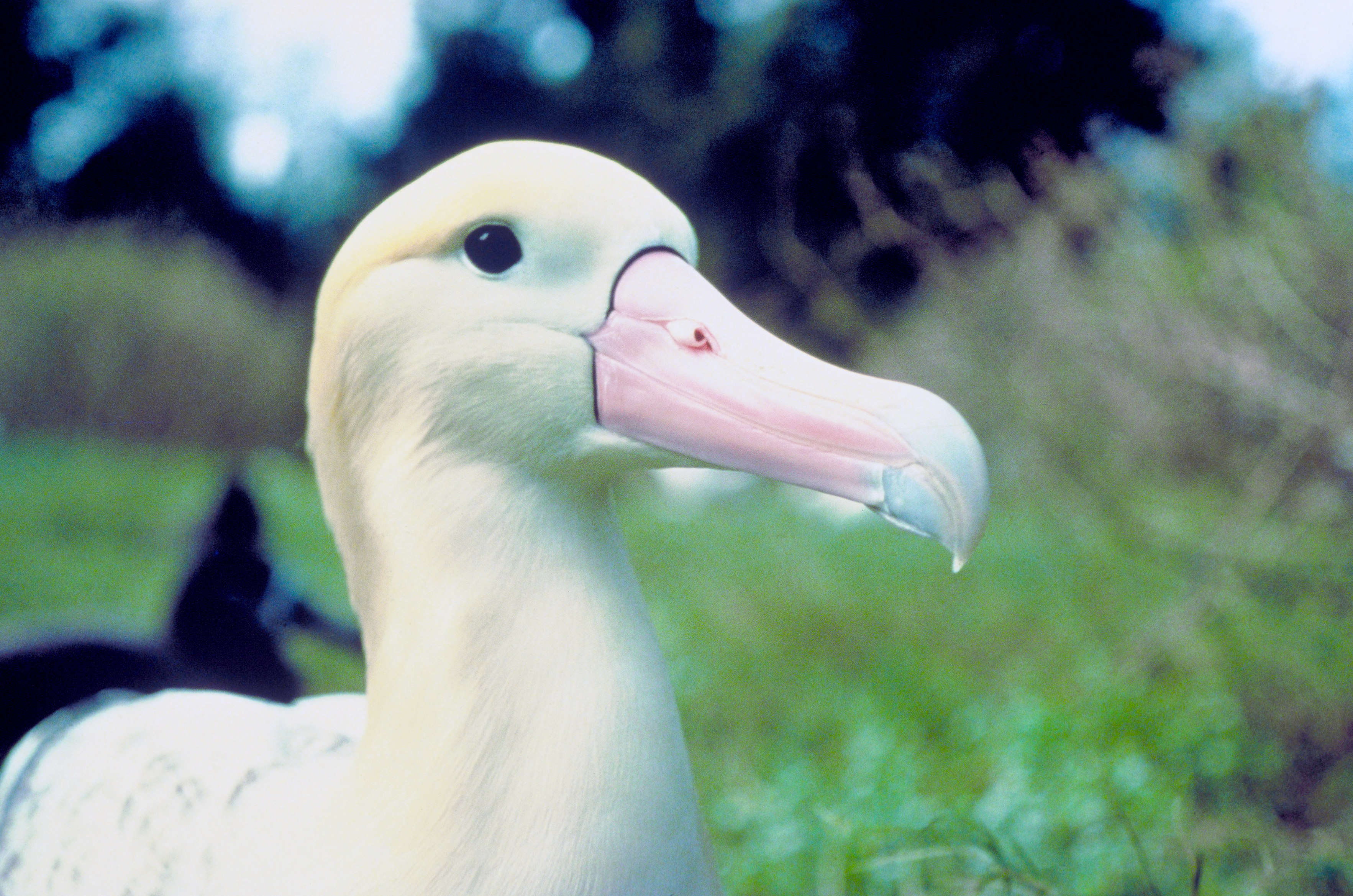
Detail hlavy s mohutným zobákem tělové barvy se světle modroum špičkou zaháknutou přes spodní čelist

Tento středně velký albatros má velký zobák, krátký ocas a dlouhá, široká křídla. Opeření albatrosa bělohřbetého prochází poměrně komplikovanou, komplexní proměnou od raného stadia ptáčete přes nedospělé jedince až po dospělce. Dospělého opeření přitom dosahuje až někdy ve stáří 12–20 let, takže albatrosi tráví významnou část života v nedospělém šatu, který je značně odlišný od dospělého. U dospělých jedinců jsou duhovky tmavé, nohy modrobílé. Rozpětí křídel dosahuje 210 cm, délka těla 89 cm. Hlava je převážně světlá až bílá s výrazným zlatavým nádechem na korunce a šíji, která občas zasahuje až na hrdlo. Hřbet a kostřec jsou bílé, ocas černý. Svrchní strana křídel hraje černými a bílými barvami, patrná je hlavně velká bílá skvrna ve tvaru trojúhelníku. Spodní strana křídel je bílá, hrany křídel jsou černé. Mohutný zobák je světle růžový s namodralou špičkou.
Čerstvě narozená mláďata jsou obalena hnědobílým prachovým peřím, jejich zobák je tmavý a nohy namodralé. Jak postupují do nedospělé fáze, obalují se čokoládově hnědým peřím a jejich zobák nabude podoby stejné jako u dospělců (světle růžový s namodralou špičkou). S přibývajícím věkem začíná peří od břicha a brady světlat, až se albatrosi nakonec opeří do podoby dospělců.

## Biologie

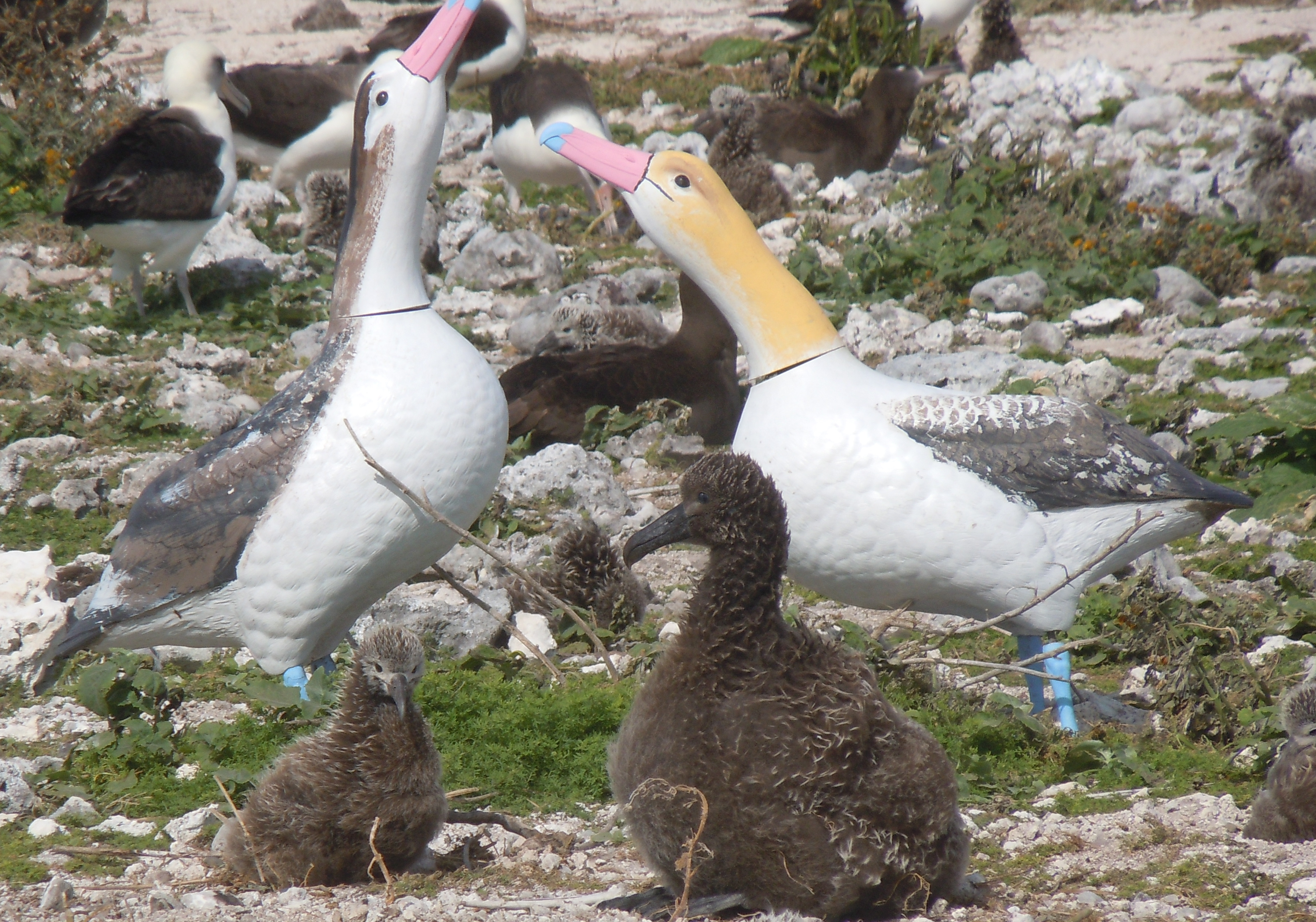
Mláďata albatrosů bělohřbetých s atrapami dospělců na ostrově Midway (ochranáři se takto snaží nalákat na Midway další albatrosy bělohřbeté)

Tvoří monogamní páry, které spolu zůstávají po celý život. Hnízdění začíná v říjnu. Samice klade pouze jedno velké vejce do hnízda postaveného na zemi na sopečných holých nebo řídce zarostlých svazích. Albatrosi typicky využívají to samé hnízdo každý rok. Inkubace trvá kolem 65 dní a partneři se v sezení na vejci střídají. Zatímco jeden z partnerů inkubuje, druhý shání na moři potravu. Ptáčata se klubou v prosinci a lednu. Rodiče je nejdříve vykrmují žaludečním olejem a částečně natrávenou potravou, postupně jim začínají donášet i tuhou stravu z moře jako jsou desetiramenatce, ryby a korýši, což je dominantní strava i pro dospělé albatrosy. Dospělosti dosahují ve stáří 6–8 let.
Mláďata se osamostatňují během května a června, kdy se rodiče rozletí na moře, kde stráví léto. Nedospělí jedinci je následují krátce poté. Pokud dojde k selhání snůšky, rodiče opouští hnízdiště již mnohem dříve. Dospělci, kteří se rozhodnou nezahnízdit, zůstávají většinou po celou dobu na moři. Podobně i nedospělí jedinci tráví prvních několik let pouze na moři, než se začnou postupně vracet do svých kolonií nalézt si partnera.

## Ohrožení a ochrana
Hlavní novodobé ohrožení druhu představují komerční rybářské operace, zejména zamotání se do vlasců a háčků dlouhých lovných šňůr. V rámci ochranných opatření druhu japonští ochranáři mezi lety 2008–2012 přenesli 70 mláďat z Torišimy na ostrov Mukodžima (součást Boninských ostrovů), kde byli albatrosi bělohřbetí vybiti ve 30. letech 20. století. Na podporu vtisknutí hnízdiště do paměti mladých albatrosů bylo v oblasti nové kolonie umístěny atrapy dospělců. Mláďata byla krmena ochránci, dokud nedošlo k jejich osamostatnění a mladí albatrosi se nerozlétli na moře. V roce 2017 se na ostrov vrátilo první odchované mládě. K prvnímu zahnízdění albatrosů bělohřbetých na ostrově Mukodžima došlo v roce 2020.